# May It Be
Pistes de Bande originale de La Communauté de l'anneau
In Dreams
May It Be est une chanson de la chanteuse irlandaise Enya, interprétée pour le générique du film le Seigneur des anneaux : La Communauté de l'anneau. Il existe deux versions de la chanson : la première est celle de la bande son du film (2001), d'une durée de 4:16 et incluse dans l'album sorti en 2002, et une version plus courte de 3:30. Les deux versions furent enregistrées aux Aigle Studios, le studio d'enregistrement d'Enya près de Dublin. Le texte de la chanson, écrit par Roma Ryan, comprend deux phrases en quenya, langue inventée par J. R. R. Tolkien.
May It Be a reçu de nombreux et prestigieux prix (Critics Choice, Sierra, etc.) et nominations, comme aux Oscars, Grammy Awards ou Golden Globe. Le single devint le numéro 1 des ventes allemandes, bien qu'au Royaume-Uni il ne soit même pas entré dans la liste des quarante singles les plus vendus. La chanson, bien que récente et peu aisée d'interprétation, a été reprise par plusieurs chanteurs et groupes de diverses tendances musicales.

## Chanson

### Paroles
Les paroles ont été écrites par Roma Ryan, comme pour la majorité des chansons d'Enya. Elles sont courtes, comptant seulement vingt-et-un vers, essentiellement en anglais, mais comprenant deux phrases en quenya ou haut elfique, une des langues construites inventées par Tolkien pour la Terre du Milieu : Mornië utúlië (« les ténèbres sont venues ») et Mornië alantië (« les ténèbres ont chuté »). Il s'agit d'un chant allégorique et triste avant l'arrivée des ténèbres de Sauron, mais également plein d'espérance : May It Be, (Nai en quenya) est censé être une expression elfique pour exprimer un désir.

### Musique
May It Be, composée par Enya et Nicky Ryan, est l'unique chanson de la trilogie dont la musique n'a pas été revue par Howard Shore ou Fran Walsh. La musique d'Enya se caractérise par son homogénéité, et May It Be est parfaitement dans son style, loué par ses fans et critiquée par d'autres comme répétitive. Le thème est néanmoins considéré comme beau et évocateur.
Les arrangements de la chanson ont été réalisés par Enya et Nicky Ryan ; Enya se chargeant, comme pour toutes ses œuvres, de la voix comme de l'instrumentation, alors que Ryan s'occupait de l'ingénierie du son et Dick Beetham du master recording. La chanson est arrangée en mesure de 3/4 et en tonalité de la majeur.

## Sortie

### Sur la bande originale du film
L'équipe du film de 2001 le Seigneur des anneaux : La Communauté de l'anneau menée par le réalisateur Peter Jackson, voulait qu'Enya soit « la voix des Elfes », tout en distinguant musicalement Fondcombe de la Lothlórien. Pour cela, ils la chargèrent de cette chanson et de Aníron, thème d'Aragorn et Arwen à Fondcombe (comprenant la partie « The Council of Elrond »), alors qu'Elizabeth Fraser fut choisie pour les scènes de la Lothlórien.
May It Be fait partie de la bande son du film, sortie fin 2002, en tant que dix-huitième piste et dernière chanson du disque, avec une durée de 4:17. Dans le film elle est utilisée pour le générique.

### Autres
Deux versions commercialisées de ce single existent. La première, et la plus répandue, est sortie en CD le 19 février 2002 en Italie et Allemagne sous la référence WEA 9362-42429-2 et au Royaume-Uni sous la référence WEA W578CD,, et comprenant les pistes suivantes :
| No | Titre               | Durée |
| -- | ------------------- | ----- |
| 1. | May It Be (edit)    | 3:34  |
| 2. | Isobella            | 4:29  |
| 3. | The First of Autumn | 3:08  |

La deuxième version est sortie en France dans un CD avec un emballage cartonné, avec pour référence WEA 5439-16709-2, au Royaume-Uni sur cassette audio avec la référence WEA W578C et en Allemagne avec la référence WEA 5439-16709-4. Elle comprend seulement May It Be et Isobella,.
La pochette de ces deux versions est une photographie d'Enya vêtue de blanc avec une forêt en arrière-plan, prise par le photographe Simon Fowler. La pochette portait « Enya may it be token from the original motion picture soundtrack The Lord of the Rings. The Fellowship of the Ring ».
De plus, à la fin de 2001 et dans plusieurs pays furent mises en vente des éditions promotionnelles du single, parmi lesquelles on peut citer :
| Pays        | Support | Référence             | Pistes                                                       | Livret                                                                                            |
| ----------- | ------- | --------------------- | ------------------------------------------------------------ | ------------------------------------------------------------------------------------------------- |
| Allemagne   | CD      | WEA PR02928           | 1. «May It Be» 2. «May It Be» (edit)                         | Photographie d'Enya en bleu, avec la main gauche et le visage appuyés sur le tronc d'un arbre.    |
| Danemark    | CD      | WEA PR02928           | 1. «May It Be» 2. «May It Be» (edit)                         | Idem, mais avec un autocollant en danois.                                                         |
| États-Unis  | CD      | Reprise PRO2952       | 1. «May It Be» (edit)                                        | Couleurs blanche et verte pâle, avec les textes en noir et l'inscription :r.                      |
| Royaume-Uni | CD      | Reprise PRO2952       | 1. «May It Be» (edit)                                        | Idem mais avec un autocollant indiquant la date de sortie au Royaume-Uni, le 21 janvier 2002.     |
| Japon       | CD      | Reprise PRO2952       | 1. «May It Be» (edit)                                        | Pareil que la version américaine mais avec un autocollant en japonais.                            |
| États-Unis  | CD      | Reprise PRO-CD 100777 | 1. «May It Be» (edit)                                        | Photographie du visage d'Enya appuyé sur ses mains.                                               |
| Australie   | CD-R    | WEA                   | 1. «May It Be» (edit)                                        | Sans pochette.                                                                                    |
| États-Unis  | CD-R    | Reprise               | 1. «May It Be» (edit)                                        | En blanc avec les textes en noir surimposés sur le symbole :r.                                    |
| Allemagne   | CD      | WEA 93624-2429-2      | 1. «May It Be» (edit) 2. «Isobella» 3. «The First of Autumn» | De même que la version commerciale, mais avec un autocollant annonçant la version promotionnelle. |

### Clip
Le clip de la chanson consiste en des scènes du film combinées avec des plans d'Enya en train de chanter, synchronisés avec la musique,.

## Réception

### Succès
May It Be connut un grand succès en Allemagne, puisqu'il entra directement au numéro 1 du German Top 40 de la semaine du 25 janvier 2002, et resta dans cette liste jusqu'à la semaine du 6 avril. Dans les autres pays européens la chanson connut des succès plus discrets, atteignant des rangs moindres : la sixième place en Finlande, douzième en Autriche et en Italie, seizième en Suède, dix-septième au Portugal, dix-neuvième au Danemark, et vingt-quatrième en Suisse, alors qu'au Royaume-Uni elle n'entra même pas dans la liste des 40 les plus vendues.
En ce qui concerne les listes de ventes au niveau international, le single atteignit la dixième place dans l’Europe Official Top 100 pour la semaine du 24 janvier, la trente-neuvième dans l’Airplay World Official Top 100 pour la semaine du 23 février, et la cinquante-septième dans le World Singles Official Top 100 pour la semaine du 2 février.

### Prix et nominations
L'année de sa sortie, la chanson remporta plusieurs prix, parmi lesquels le Critics Choice Award de la meilleure chanson de la Broadcast Film Critics Association ex-aequo avec le thème de Paul McCartney pour Vanilla Sky, le Sierra Award de la meilleure chanson de la Las Vegas Film Critics Society et le prix de la meilleure chanson originale de la Phoenix Film Critics Society.
Enya, avec son producteur Nicky Ryan et son parolier Roma Ryan, fut nommée aux Oscars de 2001, mais perdirent face à la chanson de Randy Newman If I Didn't Have You, du film de Pixar Monstres et Cie. Bien qu'Enya fasse peu de direct, elle interpréta May It Be à la cérémonie de remise des Oscars de 2001.
La chanson fut aussi nommée aux Golden Globes de la meilleure chanson originale de 2001, prix perdu face à la chanson Until..., de Sting, pour la bande son du film Kate et Léopold ; puis aux Grammy dans la catégorie de la meilleure chanson composée pour le cinéma, la télévision et les autres médias audiovisuels en 2003, mais le prix fut une nouvelle fois perdu au profit de If I Didn't Have You de Monstres et Cie comme pour les Oscars.

## Reprises
Ces dernières années la chanson fut reprise par plusieurs groupes et chanteurs, parmi lesquels :
- Hayley Westenra, chanteuse néozélandaise qui participe parfois au groupe irlandais Celtic Woman, en enregistra une version sur son album Odyssey (2005)[24], sans beaucoup de différences d'avec la version d'Enya[25]. Elle enregistra également une version en direct sur son album Live from New Zealand (2005)[26].
- Lisa Kelly, également membre de Celtic Woman, enregistra une version de cette chanson pour son album Celtic Woman Presents: Lisa (2005)[27].
- Le groupe de black metal autrichien Uruk-Hai, en enregistra une version instrumentale sur leur album Northern Lights (2005)[28].
- Angelis, un groupe britannique composé de six filles et garçons entre onze et quatorze ans, en enregistra une version pour leur album Angelis (2006)[29].
- Lex van Someren, un chanteur néerlandais de new age, en enregistra une version sur son album Christmas Every Day (2006)[30].
- 2Cellos, un duo de violoncellistes slovène-croates (Luka Šulić et Stjepan Hauser) en enregistra une version instrumentale sur son album Score sorti en 2017.
- Voces8, un octuor a cappella britannique.